# Metoda zero-jedynkowa
Metoda zero-jedynkowa – metoda służąca  do sprawdzania czy wyrażenie Klasycznego Rachunku Zdań (KRZ)  jest tautologią, czyli prawem tego rachunku. Jest to metoda ogólna, tj. stosowalna do dowolnej formuły KRZ. Używanie tej metody w odmianie pełnej wymaga sprawdzenia wartości końcowej dla każdego wartościowania danej formuły. W użyciu skróconej metody zero-jedynkowej sprawdza się tylko te układy wartości, dla których wyrażenie może uzyskać wartość 0 (zdanie fałszywe).
| p | q | ~p | pΛq | pνq | p⇒q | p⇔q | p↓q |
| - | - | -- | --- | --- | --- | --- | --- |
| 0 | 0 | 1  | 0   | 0   | 1   | 1   | 1   |
| 0 | 1 | 1  | 0   | 1   | 1   | 0   | 0   |
| 1 | 0 | 0  | 0   | 1   | 0   | 0   | 0   |
| 1 | 1 | 0  | 1   | 1   | 1   | 1   | 0   |